# Lure of the Temptress
Lure of the Temptress — фэнтэзийный point-and-click квест, созданный Revolution Software и изданный Virgin Interactive Entertainment в 1992 году для платформ Atari ST, DOS и Amiga.
Это был дебютный проект Revolution Software, работа над ним началась еще до фактического образования студии, на разработку ушло почти 3 года. Также это первая игра, разработанная на игровом движке Virtual Theatre, который впоследствии использовался в киберпанк-квесте Beneath a Steel Sky и в серии Broken Sword.

## Сюжет
Игровым персонажем является молодой крестьянин по имени Диермот (Diermot). Он был нанят загонщиком на королевскую охоту. В разгар охоты прибывает посланник с вестью о крестьянском восстании, король и его отряд немедленно выступает, и по прибытии на место выясняется, что это не обычный бунт, а тщательно подготовленное восстание оркоподобной расы скорлов (англ. Skorl), спланированное их предводительницей, прекрасной волшебницей по имени Селена. В развязавшейся битве король потерпел поражение и был убит, а самого Диермота бросили в темницу, где и начинается непосредственно игровое действие.

## Особенности
Ключевой особенностью «виртуального театра» является то, что все неигровые персонажи живут своей собственной жизнью. Они самостоятельно передвигаются по локациям, общаются, передают друг другу предметы и т. д. Одно из первых заданий, получаемых в игре — найти деревенского кузнеца Лютерна и поговорить с ним, — в полной мере знакомит игрока с этой особенностью движка, поскольку кузнец не сидит безвылазно в кузнице, а время от времени покидает её и уходит в деревню по делам.
Еще одной примечательной функцией в игре является возможность отдавать напарнику команды для выполнения, своего рода «программы», которые он постарается выполнить. Изначально имеющая вид бесполезного бонуса, тем не менее, эта функция является критичной для успешного прохождения игры. Отдаваемые команды имеют синтаксис приблизительно такого вида:

ПОДОЙДИ К <объект> СДЕЛАЙ ДЕЙСТВИЕ <действие> ЗАТЕМ СДЕЛАЙ ДЕЙСТВИЕ <действие> КОНЕЦ
Также в Lure of the Temptress присутствуют не совсем характерные для квестов того периода элементы т. н. adventure (рус. приключение), а именно бои с монстрами, которые вполне могут повлечь за собой гибель игрового персонажа.

## Распространение
На данный момент игра распространяется бесплатно, с веб-сайта Revolution Software можно легально скачать рабочую версию на одном из четырёх языков (английском, французском, итальянском и немецком), в которой была дезактивирована функция защиты от копирования.
К сожалению, исходный код игры был утрачен. Также игра доступна бесплатно в игровом интернет-магазине GOG.